# Vasileia Gkouzinī
Vasileia Gkouzinī (in greco Βασιλεία Γκουζίνη?; Atene, 6 marzo 1975) è un'allenatrice di pallacanestro ed ex cestista greca.

## Carriera
Con la Grecia ha disputato due edizioni dei Campionati europei (2003, 2005).